# Théorie de l'immigration en Norvège

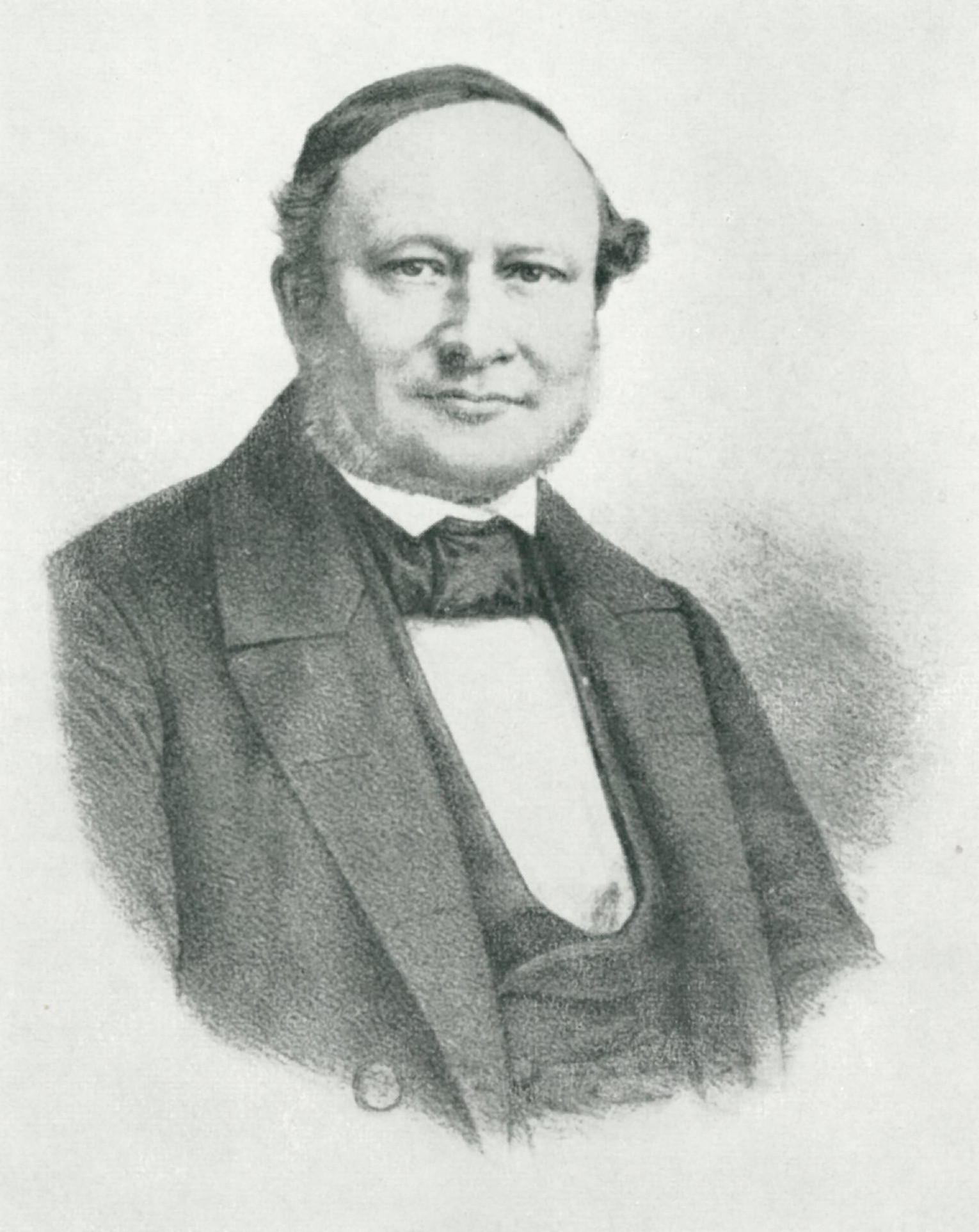
Rudolf Keyser, théoricien de la théorie de l'immigration via le nord en Norvège.

La théorie de l'immigration en Norvège (Innvandringsteorien en norvégien) est une théorie au sein de la recherche historique norvégienne sur le peuplement de la Norvège dans les temps anciens.
La théorie consiste à dire que la Norvège a été peuplée à partir du nord, et non par le sud, comme le Danemark et la Suède.
Gerhard Schøning en a eu l'idée mais c'est Rudolf Keyser, qui l'a théorisée. La théorie a été développée par Andreas Peter Munch, qui l'a décrit dans le premier volume de Det norske Folks historie.
Les historiens norvégiens qui ont soutenu cette théorie ont été appelés « den norske historiske skolen » (« l'école d'histoire norvégienne »). Dans le même temps (vers 1830-1860) cette théorie a été fortement attaquée par les historiens danois et suédois ainsi que par l'historien norvégien Ludvig Kristensen Daa.
Après la mort de P. A. Munch en 1863, cette théorie a rapidement été abandonnée.

## Source
: document utilisé comme source pour la rédaction de cet article.
- Ottar Dahl, Norsk historieforskning i det 19. og 20. århundre, Universitetsforlaget, 1990  (ISBN 82-00-01593-9)